# Concert per a piano núm. 10 (Mozart)
El Concert per a dos pianos núm. 10 en mi bemoll major, K. 365 (K. 316a) és una composició de Wolfgang Amadeus Mozart de l'any 1779; tenia vint anys i estava a punt de deixar Salzburg per establir-se a Viena. Mozart el va escriure per poder interpretar amb la seva germana Nannerl.

## Estructura
El concert està instrumentat per a dos pianos, dos oboès, dos fagots, dues trompes, i corda. Consta de tres moviments:
1. Allegro, en mi bemoll major i compàs 4/4.
2. Andante, en si bemoll major i compàs 3/4.
3. Rondo. Allegro, en compàs 2/4.

El concert es desvia de l'habitual concert amb un sol piano, ja que predomina el diàleg entre els dos pianos que intercanvien idees musicals. Mozart divideix els passatges més destacats entre els dos pianos per igual. A més, l'orquestra roman molt menys activa que en altres concerts per a piano de Mozart; el protagonisme és per als dos solistes.
El primer moviment és líric i, com ha observat Ledbetter, "meravellosament espaiós, com si Mozart estigués gaudint completament de si mateix i deixant que les seves idees flueixin lliurement". El moviment central és lent i refinat; l'orquestra roman en un segon pla acompanyant els dos pianistes. El rondó final presenta una unitat rítmica i, després d'uns passatges lírics, retorna l'exuberant tema principal del Rondó.